# Фулун (миноносец)
«Фулун» (кит. трад. 福龍, упр. 福龙, пиньинь Fúlóng, «Счастливый дракон») — мореходный миноносец германской постройки Императорского флота Китая, впоследствии «Фукурю» — в Императорском флоте Японии. Принимал активное участие в японо-китайской войне (1894—1895), ограниченно использовался во время русско-японской войны (1904—1905) .

## Постройка
«Фулун» был заказан фирме Шихау Китаем вместе с серией из 10 малых 28-тонных миноносок. На момент вступления в строй считался одним из лучших миноносцев мира. Паровая машина тройного расширения типа «компаунд», питаемая одним локомотивным котлом, имела мощность 1020 л. с., что давало номинальную скорость в 20 узлов. На испытаниях «Фулун» развил рекордные 24,2 узла при мощности машины 1597 л. с. (при неполной загруженности). На вторичных испытаниях с полной загруженностью шёл в течение 2-х часов на 22 узлах. Брал на борт 14 тонн угля (максимально 24 тонн). При необходимости на трех легких мачтах могли подниматься паруса.
Отличался быстроходностью и хорошими мореходными качествами, но слабым для такого тоннажа вооружением. Минное вооружение ограничивалось двумя неподвижными носовыми 356-мм торпедными аппаратами Шварцкопфа, артиллерийское — двумя 37-мм револьверными пушками Готчиса.

## Служба в китайском флоте
После сдачи в строй «Фулун» дошёл из Германии в Китай своим ходом. Прибыл в Фучжоу в сентябре 1886 г., проделав путь из Эльбинга за 2, 5 месяца. Был определён на северную Бэйянскую эскадру, базировавшуюся на Вэйхайвэй. Стал там самым крупным миноносцем, не был причислен ни к одному из минных отрядов. По словам В. Вильсона, в Китае миноносцы активно использовались как посыльные суда, в результате такой эксплуатации «котлы их были почти сожжены, а машины неисправны». К моменту начала войны с Японией «Фулун» мог ходить только на 14-16 узлах вместо положенных 20.
17 сентября 1894 г. «Фулунг» участвовал в решающем морском сражении в устье Ялу . Вышел в море из устья реки уже в разгар начавшегося боя вместе с меньшим миноносцем «Цзои», броненосным крейсером «Пинъюань», и минным крейсером «Гуанбин». При встрече отряда с главной японской эскадрой, зашедшей в это время во фланг основным силам китайского флота, «Фулун» и «Цзои» попытались приблизиться к флагманскому японскому крейсеру «Мацусима», но были отогнаны огнём до того, как смогли подойти на расстояние торпедного выстрела.

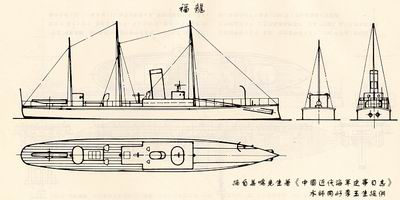

В 14.50 «Фулун» и «Цзои» атаковали японское штабное судно «Сайкё-мару». Несмотря на сильный огонь, который вел «Сайкё» из малокалиберных скорострельных орудий, «Фулун» подошёл к нему на расстояние 500 ярдов (457 м). В японское судно было выпущено три торпеды (одна, очевидно, «Цзои»). Одна из торпед прошла у «Сайкё» под носом, другая — вдоль правого борта, третья — нырнула под киль. Несмотря на ожесточенный обстрел миноносцы не получили никаких повреждений. В дальнейшем они сыграли большую роль в спасении команд с потопленных китайских кораблей. Так же, по мнению Х. Вильсона: «миноносцы повлияли несколько на тактику японцев, так как одна возможность ночной атаки при истощенном и утомленном экипаже заставила Ито отказаться от преследования (китайского флота)»
Во время обороны базы Бэйянского флота 8 февраля 1895 г. «Фулун» участвовал в попытке прорыва китайской минной флотилии (13 миноносцев и минных катеров) из осажденного Вэйхайвэя. Китайские миноносцы вышли из западного пролива в бухту и первоначально должны были попытаться атаковать японский флот, но вместо этого устремились на запад в сторону Чифу (Янтай). Японские крейсера «Иосино» и «Нанива», пользуясь превосходством в скорости, настигли и обошли миноносцы, ведя огонь и прижимая к берегу. Миноносцы один за другим стали выбрасываться на прибрежные камни. Четыре из них, в том числе «Фулун», японцы захватили в исправном состоянии.

## Служба в японском флоте
В Японии бывший «Фулун» получил имя «Фукурю» (калька с китайского названия). Был отнесен к миноносцам 1-го класса. В 1900 г. его вооружение было дополнено кормовым поворотным спаренным торпедным аппаратом. Во время русско-японской войны «Фукурю» был флагманом 5-го отряда миноносцев (из старых миноносцев немецкой постройки, в том числе трофейных). Отряд не принимал активного участия в боевых действиях и нес береговую оборону. В 1908 г. «Фукурю» был списан и разобран на металл.